# Dorfkirche Tröbnitz

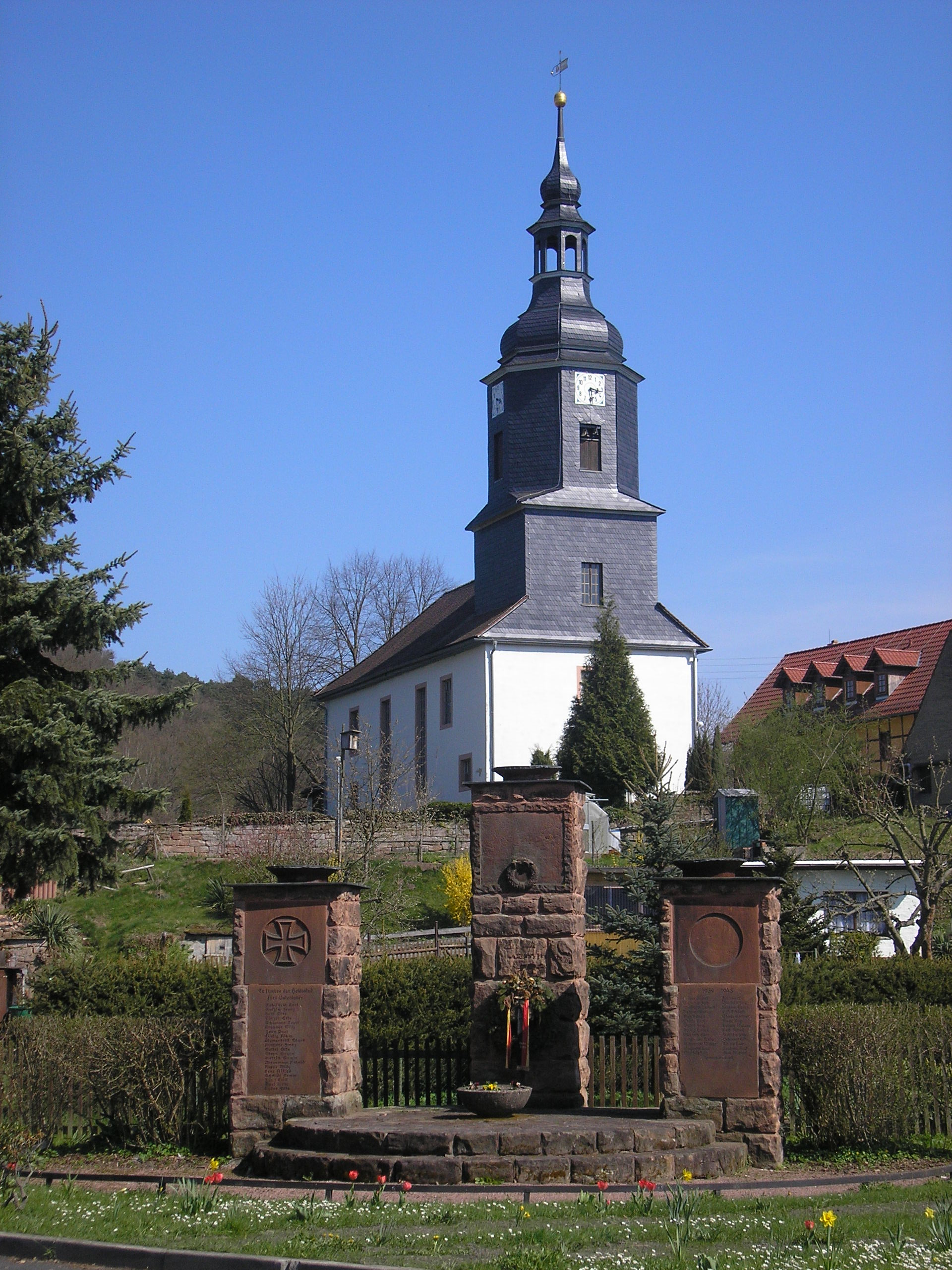
Die Kirche

Die Dorfkirche Tröbnitz steht in der Gemeinde Tröbnitz im Saale-Holzland-Kreis in Thüringen. Sie gehört zum Pfarrbereich Trockenborn im Kirchenkreis Eisenberg der Evangelischen Kirche in Mitteldeutschland.
In der Kirche steht die älteste Orgel des Orgelbauers Christian Friedrich Poppe aus dem Jahre 1778. 

## Lage
Die Tröbnitzer Kirche steht auf dem Pfarrberg neben Gebäuden der Pfarrei mit ehemaliger Scheune sowie einem Gemeindezentrum.

## Geschichte
Zur Slawenzeit stand in Trebeniz eine Kapelle, womöglich nicht genau an derselben Stelle wie die Kirche heute. Der Pfarrer Rudiger von Trebeniz wurde bereits 1223 urkundlich erwähnt. Der Adelsherr Albrecht von Meusebach stiftete zwischen 1460 und 1492 der hiesigen Kirche einen neuen Altar und schenkte dazu einen Kelch und ein Messgewand nebst Zubehör. Wer wann diese kleine Kirche baute, blieb bis jetzt im Dunkeln. 
1680 erneuerte sich die Gemeinde grundlegend: Weil die Zahl der „Innwohner“ rasch wuchs, erwies sich die Kirche bald als zu klein und wurde in den Jahren 1707 und 1708 nach Osten hin wesentlich erweitert. Eine Urkunde im Turmknopf bestätigt: „A. D. 1708 den 1. November ist diese Kirchen Reparatur Gottlob glücklich vollbracht und dieser Knopf ist mit dieser dareingelegten Schrift aufgesetzt worden.“ Aus diesem Anlass stiftete Christian Albrecht II. von Meusebach 1710 einen knienden geschnitzten und bemalten Taufengel, der 1926 wieder aufgefunden wurde. Er stiftete auch für eine Orgel, die er aus Kahla holen ließ.
Der hölzerne Kirchturm wurde 1792 von dem Neubau mit Glockenstuhl ersetzt. 

## Ausstattung
Die aus dem Mittelalter stammende Saalkirche wurde mehrfach erweitert oder umgebaut.
Im Innenraum sind dreiseitige Emporen angebracht. Auf den Langseiten sind sie zweigeschossig. Das 1626 aus Sandstein gefertigte Altarrelief stammt aus der Vorgängerkirche, ebenso die Grabsteine der Albertine und des Christoph von Meusebach aus den Jahren 1611 und 1612. Der Kanzelaltar stammt von 1708 und der Taufstein von 1886.
Neben dem kelchförmigen Taufstein aus Terrakotta kniet der wiedergefundene Taufengel. Bemerkenswert ist eine Darstellung der Kreuzigung Jesu des Tröbnitzer Künstlers Klaus Langmann, die eine Tröbnitzerin für die Kirche erwarb. 
Zwischen 1970 und 1971 erfuhr die Kirche eine gründliche „innere“ Renovierung. Außen sorgte die Eineborner Firma Herold für den Putz. Die Tröbnitzer leisteten dafür zahllose Arbeitsstunden und kamen weitgehend für die Kosten der Aktion auf. Für die Erneuerung der Dächer von Turm und Schiff reichte es mit Hilfe des Landratsamtes, des Landesamtes für Denkmalpflege und der Partnergemeinde im württembergischen Tiefenbach erst nach der Deutschen Einheit.
1999 fand man auf dem Dachboden das solide verpackte, 80 Jahre alte Altarbild, eine Krippenszene.

## Orgel
Die spätbarocke Orgel aus dem Jahre 1778 gehört zu den frühen und größeren Instrumenten des Rodaer Orgelbauers Christian Friedrich Poppe, es ist die älteste Orgel dieser Orgelbauerfamilie. Sie hat 2 Manuale, Pedal sowie 17 Register und kostete damals 400 Thaler. 
Als am 9. Mai 1877 der Blitz im Kirchturm einschlug, erlitt auch die Orgel erhebliche Schäden. Unter Verwendung noch brauchbarer Überreste schufen die Gebrüder Poppe danach eine neue, klanglich verbesserte. 
1955 wurde sie von den Dresdener Orgelbauern Gebrüder Jehmlich repariert.

## Glocken
Die mittlere, älteste Glocke stammt aus dem Jahre 1635 von Erfurts Glockengießer Melchior Moeringk. Die große Kirchenglocke goss 1766 Georg Ulrich in Laucha an der Unstrut. Die ursprüngliche kleine Glocke entstand ebenfalls dort im Jahr 1711; sie wurde im Zweiten Weltkrieg als Metallspende des deutschen Volkes geopfert. Als deren Ersatz erwarb die Kirchgemeinde 1960 eine von Christoph Stoermer 1920 in Erfurt gegossene aus der Kirchgemeinde Finsterbergen.

## Varia
- Um Pfarrer Alexander Wohlfahrt rankt sich diese Geschichte eines Mordanschlags. Er entging am Himmelfahrtstage 1631 knapp seiner Himmelfahrt: Der Messerwurf eines erbosten Geisenhainer Bauern, der seine Kinder wohl lieber auf dem Acker als in der Schule sah, verfehlte ihn.[2]